# William Mutwol
William Mutwol (nascido em 10 de outubro de 1963) é um ex-corredor de média distância do Quênia.Ele ganhou a medalha de bronze em 3.000 metros de corrida nos Jogos Olímpicos de Verão de 1992 .